# أندرياس ويسليس
أندرياس ويسليس (بالألمانية: Andreas Wessels)‏ (6 يوليو 1964 في ألمانيا - ) هو لاعب كرة قدم ألماني في مركز حراسة المرمى. لعب مع فورتونا كولن ونادي بوخوم وViktoria Goch ‏.

## وصلات خارجية
- أندرياس ويسليس على موقع قاعدة بيانات كرة القدم.إي يو (الإنجليزية)
- أندرياس ويسليس على موقع بيانات كرة القدم. دي إي (الألمانية)